# Władysław Grotyński

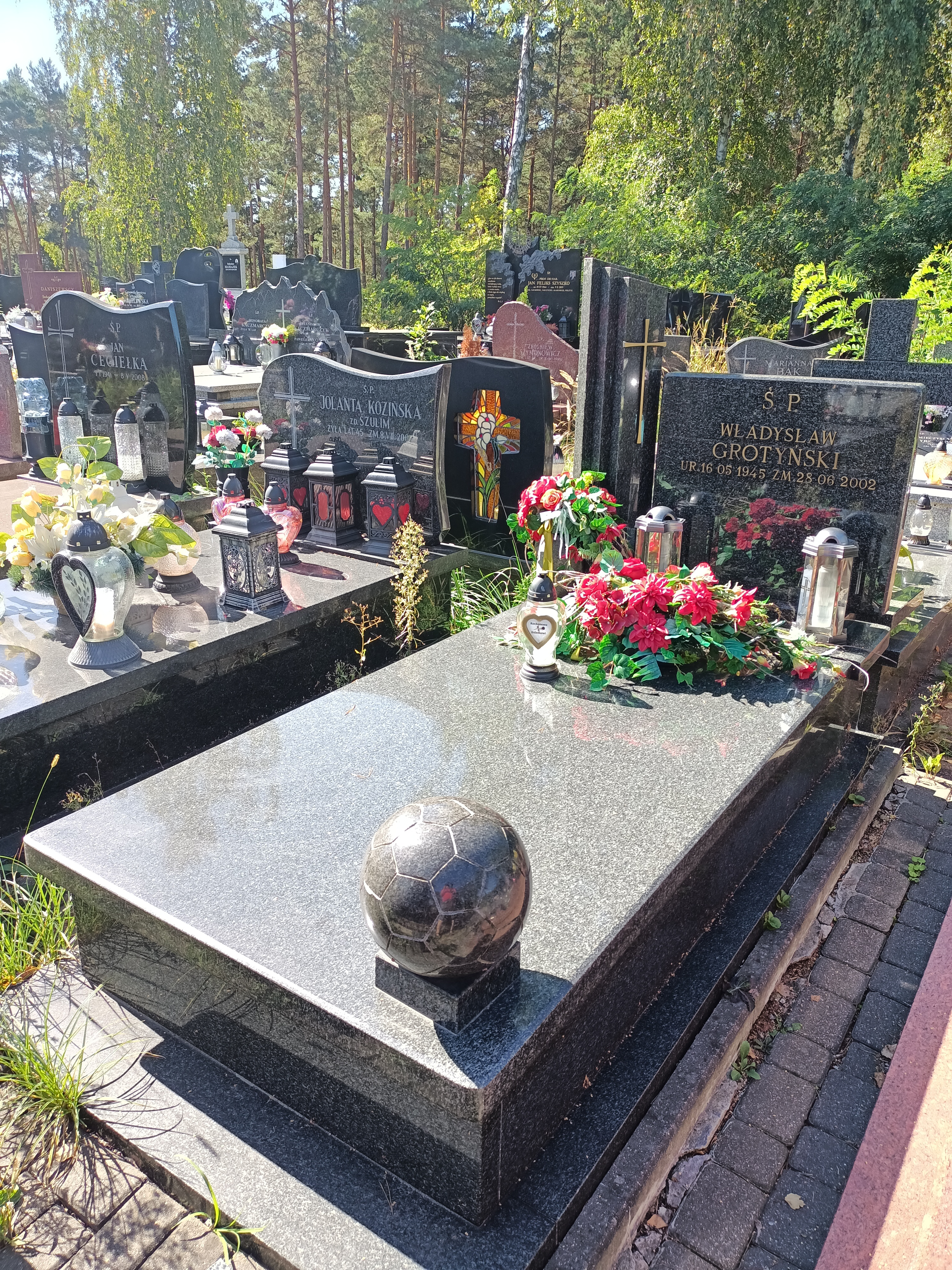
Grób Władysława Grotyńskiego na Cmentarzu w Starej Miłosnej

Władysław Jan Grotyński (ur. 16 października 1945 w Arciszewie, pod Płockiem, zm. 28 czerwca 2002 w Warszawie) – polski piłkarz, występujący na pozycji bramkarza. Zawodnik Mazura Karczew, Legii Warszawa, Zagłębia Sosnowiec; mistrz i reprezentant Polski.

## Kariera
Mając 14 lat, zaczął treningi w Mazurze Karczew, z którego w 1964. przeszedł do stołecznej Legii. Zadebiutował w niej 17 marca 1965 w meczu z TSV 1860 Monachium, nie puścił w nim bramki, zostając bohaterem meczu. W ciągu 7 lat zagrał 149 spotkań z „eLką” na piersi (ostatni mecz 16 czerwca 1971 z Górnikiem Zabrze). W 1966 zdobył Puchar Polski, a w latach 1969 i 1970 został mistrzem Polski. W tym ostatnim roku przez 759 minut pozostawał bez straty gola. Na jego odejście z Legii wpłynęła „afera dolarowa”, kiedy to podczas wyjazdu do Rotterdamu na mecz z Feyenoordem razem z Januszem Żmijewskim, przemycił do Polski dolary. Trafił na dwa lata do więzienia. Legia, jako klub wojskowy, nie mogła sobie pozwolić na utrzymywanie zawodnika, który ma na koncie wyrok sądowy, dlatego po wyjściu z więzienia, w 1974 r. przeszedł do Zagłębia Sosnowiec. Tam w 1975 w wieku 30 lat zakończył swoją piłkarską karierę pierwszoligową, ale jeszcze w latach 1977-1979 grał w Mazurze Karczew.
Zmarł 28 czerwca 2002, w wieku 57 lat, na zawał serca. Został pochowany w Starej Miłośnie.

## Reprezentacja Polski
W reprezentacji rozegrał 4 mecze, w których puścił 5 bramek.
| l.p. | Data                 | Miejsce | Przeciwnik     | Rezultat | Rozgrywki       | Grał | Uwagi |
| ---- | -------------------- | ------- | -------------- | -------- | --------------- | ---- | ----- |
| 1.   | 23 września 1970     | Dublin  | Irlandia       | 2-0      | towarzyski      | 90'  |       |
| 2.   | 25 października 1970 | Praga   | Czechosłowacja | 2-2      | towarzyski      | 90'  |       |
| 3.   | 5 maja 1971          | Lozanna | Szwajcaria     | 4-2      | towarzyski      | 90'  |       |
| 4.   | 12 maja 1971         | Tirana  | Albania        | 1-1      | elim. Euro 1972 | 90'  |       |